# Князь-Григорівська волость
Князь-Григорівська волость — адміністративно-територіальна одиниця Дніпровського повіту Таврійської губернії.
Станом на 1886 рік — складалася з 2 поселень, 2 сільських громад. Населення — 1794 особи (899 чоловічої статі та 895 — жіночої), 300 дворових господарств.
|                     | Площа, десятин | У тому числі орної, дес. |
| ------------------- | -------------- | ------------------------ |
| Сільських громад    | 3614           | 2224                     |
| Приватної власності | 14503          | 1894                     |
| Казенної власності  | 118            | 45                       |
| Іншої власності     | 240            | 240                      |
| Загалом             | 18475          | 4403                     |

Поселення волості:
- Князь-Григорівка — село при річці Конка за 109 верст від повітового міста, 1146 осіб, 200 дворів, православна церква, 6 лавок.
- Завадівка — село при річці Конка, 648 осіб, 100 дворів, 2 лавки.